# Glam metal
Glam metal (còn được gọi là hair metal hay pop metal) là một tiểu thể loại của heavy metal, đặc trưng bởi các đoạn hook và guitar riff chịu ảnh hưởng từ pop, đồng thời vay mượn hình ảnh và lốt hòa trang của glam rock thập niên 1970.
Tiền thân của glam metal phát triển trực tiếp từ trào lưu glam rock của thập niên 1970, với các sắc thái hình ảnh lấy từ những nghệ sĩ như T. Rex, New York Dolls và David Bowie được kết hợp với màu sắc nhạc nặng về heavy metal từ những nghệ sĩ như Alice Cooper và Kiss. Những ví dụ đầu tiên cho sự kết hợp này bắt đầu hiện diện ở cuối thập niên 1970 và đầu thập niên 1980 tại Mỹ, cụ thể là làn sóng nhạc bắt nguồn từ Sunset Strip với những cái tên tiên phong gồm Mötley Crüe, Ratt, Quiet Riot, Twisted Sister, Stryper, Def Leppard, Bon Jovi và Dokken. Glam metal gặt hái thành công lớn về mặt thương mại từ khoảng năm 1981 đến 1991, trong đó phải kể đến những ban nhạc đình đám như Poison, Skid Row, Cinderella và Warrant. Nếu nhìn nhận nghiêm túc về phương diện hình ảnh, glam metal được định nghĩa bởi lốt hóa trang và quần áo bó diêm dúa cùng gu thẩm mỹ chung mang hơi hướng ái nam ái nữ, trong đó cụm từ "quần bó và áo da" truyền thống trong văn hóa heavy metal bị thay thế bằng những bộ trang phục vải thun, ren và đậm đặc màu hồng.